# Petstrana girobikupola
| Petstrana girobikupola | Petstrana girobikupola                                        |
| ---------------------- | ------------------------------------------------------------- |
|                        |                                                               |
| Vrsta                  | Johnsonovo telo J30-J31-J32                                   |
| Stranske ploskve       | 10 trikotnikov 10 kvadratov 2 petkotnika                      |
| Oglišča                | 20                                                            |
| Robovi                 | 40                                                            |
| Konfiguracija oglišča  | 10(3.4.3.4) 10(3.4.5.4)                                       |
| Grupa simetrije        | D5d                                                           |
| Dualni polieder        | Polieder s stranskimi ploskvami v ravnini rombskega ikozaedra |
| Lastnosti              | konveksna                                                     |
| mreža telesa           |                                                               |

Petstrana girobikupola je eno izmed Johnsonovih teles (J31). Podobno kot petstrano ortobikupolo (J30) jo dobimo tako, da združimo dve petstrani kupoli (J5) vzdolž njenih osnovnih ploskev. Razlika je samo v tem, da sta dve polovici zavrteni za  36º druga proti drugi.
Petstrana girobikupola je tretja v neskončni skupini girobikupol.
Petstrano girobikupolo dobimo tudi, če vzamemo rombiikozidodekaeder, odrežemo iz sredine para dvojno izginjajoči rombiikozidodekaeder in ponovno ponovno zalepimo nasprotni kupoli  (J80).
V letu 1966 je Norman Johnson (rojen 1930) imenoval in opisal 92 teles, ki jih sedaj imenujemo Johnsonova telesa.

## Prostornina in površina
Naslednja izraza za prostornino (V) in površino (P) sta uporabna za vse vrste stranskih ploskev, ki so pravilne in imajo dolžino roba a 
{\displaystyle V={\frac {1}{3}}(5+4{\sqrt {5}})a^{3}\approx 4,64809...a^{3}}
{\displaystyle P=(10+{\sqrt {{\frac {5}{2}}(10+{\sqrt {5}}+{\sqrt {75+30{\sqrt {5}}}})}})a^{2}\approx 17,7711...a^{2}}